# Luftpost Braunschweig
Die Luftpost war schon früh ein beliebtes philatelistisches Spezialgebiet. Nachfolgender Beitrag schildert die wechselvolle Geschichte des braunschweigischen Luftverkehrs.

## Ballonfahrten

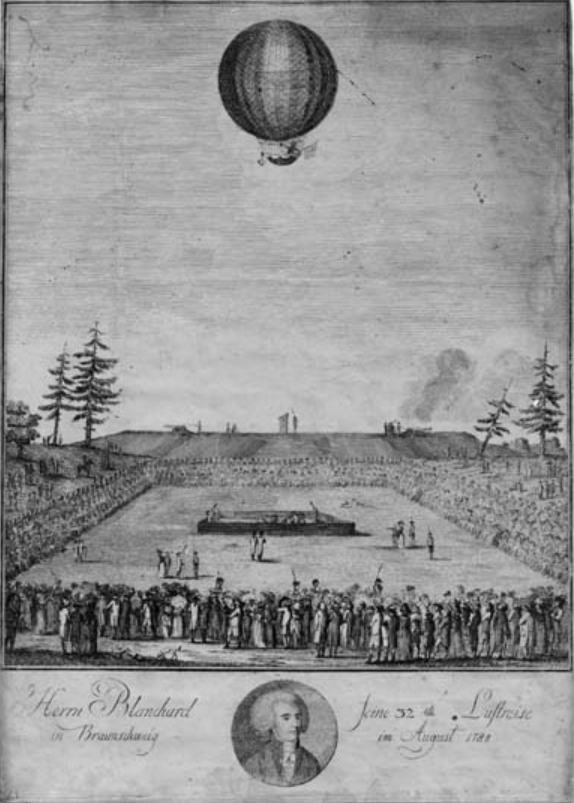
Zeitgenössischer Kupferstich:
„Herrn Blanchard seine 32te Luftreise
in Braunschweig im August 1788“

Die erste bemannte Luftfahrt im Raum Braunschweig fand am 10. August 1788 vor den Wällen Braunschweigs durch den französischen Ballonfahrer Jean-Pierre Blanchard (1753–1809) statt. Der Start erfolgte zwischen dem Wendentor und dem Fallersleber Tor. Heute befinden sich auf diesem Gelände der Braunschweiger Nordstadt Gebäude der Technischen Universität Braunschweig. Die Ballonfahrt verarbeitete der Schriftsteller Adolph Knigge (1752–1796) zu seinem Roman Die Reise nach Braunschweig (1792).
Bereits 1784 fand ein unbemannter Ballonaufstieg durch die Braunschweiger Bürger Professor Zimmermann und Apotheker Heyer statt. 1818 stieg die Braunschweigerin Wilhelmine Reichard mit einem gasgefüllten Ballon auf.
Die Braunschweigische Landeszeitung berichtete am 2. März 1913 über den Start zweier Ballons, die „Braunschweig II“ und die „Continental II“, vom Gaswerk an der Taubenstraße. Für die Füllung der Ballons waren zwei Stunden vorgesehen. In derselben Ausgabe hob man die zentrale Lage hervor, die Braunschweig im deutschen Luftschiffverkehr einnehmen könnte, wenn der Flughafen eine Luftschiffhalle erhalte. Es war die große Zeit der Luftschifffahrt. Noch versprach man sich viel vom Ballon und vom Zeppelin.

## Luftpost in Braunschweig 1910 bis 1945

Abb. 1 – Geplantes Luftfahrtnetz

### Flugplatz „Salzdahlumer Straße“
Als erster Braunschweiger Flugplatz diente der große Exerzierplatz an der Salzdahlumer Straße (heute Golfplatz). Im September des Jahres 1910 war hier zum ersten Mal ein Flugzeug zu sehen. Vorsichtshalber hatte man das Flugzeug mit der Eisenbahn herangeschafft und erst vor Ort betriebsfertig aufgebaut. Danach drehte es einige Runden um den Platz. „Die in Massen hinauf geströmten Braunschweiger hielten den Atem an. Teils sowieso, teils um heftigere Luftbewegungen zu vermeiden“.
Die erste deutsche Postbeförderung mit Flugzeugen wurde am 11. Juni 1912 um 19:04 Uhr durch Leutnant von Hiddelsen mit seinem Euler-Flugzeug „Gelber Hund“ durchgeführt. In einem von der Reichspost versiegelten Beutel beförderte er 20.000 Briefe und Postkarten von Frankfurt am Main nach Darmstadt. Er erreichte eine Höhe von 900 bis 1500 Meter. Für den Flug wurden 13 Minuten und 20 Sekunden benötigt. Nach kurzem Aufenthalt flog er weiter nach Worms. Sowohl in Frankfurt als auch in Darmstadt waren auf dem Flugplatz Postämter errichtet worden. Es handelte sich um eine Aktion zu wohltätigen Zwecken. Sie stand unter der Schirmherrschaft der Großherzogin von Hessen.
Zur gleichen Zeit wurde das Flugrennen Berlin – Breslau – Wien ausgetragen, bei dem die Piloten Hirth, Blaschke, Bergmann und Krieger sich einen spannenden Wettkampf lieferten. Nur Hirth erreichte den vorgeschriebenen Flugplatz und war damit Sieger. Prinz Heinrich gratulierte ihm zu seinem (zweiten) großen Erfolg.
Der Exerzierplatz in Braunschweig wurde bald Anflugplatz für die unterschiedlichsten Überlandflüge. Anfangs vom Publikum noch stark beachtet, waren durch die Ankunft der Teilnehmer des „Nordwestdeutschen Rundflugs“ und des „Prinz-Heinrich-Flugs“ Flugzeuge schon gewohnte Anblicke.
Am 29. August 1912 gab es eine Landungsfahrt (Postabwurf) des Zeppelins LZ 13 „Hansa“ (Fahrt Hamburg – Braunschweig – Hamburg). An Bord befanden sich der Regent des Herzogtums Braunschweig Herzog Johann Albrecht und seine Gemahlin Herzogin Elisabeth. Eine echte Landung mit Postübergabe der „Hansa“ gab es am 13. Oktober 1912 (Fahrt Hamburg – Braunschweig – Gotha).

### Flugplatz „Aerkeröder Feld“
Die Braunschweiger hatten bald erkannt, wie wichtig eine Anbindung an das Flugnetz für die Stadt sein könnte. Schon 1912 wurde beim Kriegsministerium in Berlin ein Antrag auf „Errichtung einer Luftschiffhalle in Braunschweig“ gestellt. In der Stadt hatte sich ein „Verein für Luftschifffahrt“ gegründet. Er hatte das zum Kammergut gehörende „Aerkeröder Feld“ als ein geeignetes Gelände vorgeschlagen. Das 48 Hektar große Areal lag südlich des Dowesees zwischen dem Bienroder Weg und dem Mittelweg.
Der Landtag genehmigte am 17. April 1913 die Anlage. Die Stadt, selbst Besitzer eines Teils des Geländes, kaufte am 3. Oktober 1913 für 200.000 Mark von dem Kloster- und Studienfonds das noch fehlende Gelände. Drei Wochen vorher war die Gründung einer „GmbH. Lufthafen Braunschweig“ erfolgt.
Im Juli 1914 verkündete die Zeitung: „Die Luftschiffhalle soll am 15. April 1915 eröffnet werden; der Bau ist nunmehr in Auftrag gegeben worden … Der Lufthafen soll zugleich als Flugstützpunkt dienen. Es wird ferner beabsichtigt eine Firma heranzuziehen, die sich mit dem Bau von Flugzeugen beschäftigt“.
Die Schüsse von Sarajevo waren aber bereits gefallen, und der nun folgende Krieg, den sie auslösten, ließ diese Pläne in Vergessenheit geraten.

### Flugplatz „Broitzem“
Am 2. Juni 1916 genehmigte die Stadt einen Vertrag mit dem Reichsmilitärfiskus über die Einrichtung einer „Fliegerstation in Braunschweig“. Das „Aerkeröder Feld“ (Siegfriedviertel) kam dafür nicht mehr in Betracht. Das Flughafengelände vor Broitzem wurde dem Militär zur Verfügung gestellt. Ein großer Militärflugplatz wurde eingerichtet und sollte auch noch nach dem Krieg eine ständige Fluggarnison erhalten. Die Lufthafengesellschaft löste sich am 7. Mai 1917 auf. Das neue Flugplatzgelände bei Broitzem wurde am 14. September 1917 in die Stadt Braunschweig eingemeindet. Eine Luftwerft und die Baracken für die Flieger-Ersatzabteilung 7 wurden gebaut. In der Stadt hatten die Flieger bei der „holden Weiblichkeit“ einen guten Ruf, sehr zum Leidwesen des Bürgervereins. Wegen der Militärzensur wurde jedoch nicht viel darüber geredet oder geschrieben.
Bei Ende des Krieges sah man dort nur noch einen riesigen Schuttplatz. Nachdem der Schutt geräumt worden war, entstanden am Rande des Platzes Siedlungshäuschen, die Werft wurde von einem Fabrikunternehmer genutzt und das Gelände zum Teil als Kleingärten verpachtet.

### Chronik des Luftpostverkehrs 1919
Die „DLR“, die „Deutsche Luft-Reederei GmbH Berlin“, erhielt nach dem Kriege, am 8. Januar 1919, als erste deutsche Luftverkehrsgesellschaft die Genehmigung zur Aufnahme des zivilen Flugverkehrs.
Am 6. Februar 1919 startete auf dem Flugplatz Berlin-Johannisthal die erste Flugpost nach Weimar zur Eilverbindung der Regierung in Berlin mit der in Weimar tagenden Nationalversammlung. Diese Route wurde später bis Leipzig ausgedehnt. Es folgte eine Luftpostlinie Berlin – Hamburg und als dritte die Fluglinie „Berlin – Hannover – Gelsenkirchen“, mit Zwischenlandung in Braunschweig.
Das erste Postflugzeug landete am 25. Mai 1919 um 8:40 Uhr in Broitzem. Es flog nicht weiter nach Westen, sondern stand an diesem Tag zu Rundflügen über die Stadt zur Verfügung. Werbung musste sein. Eine kleine Maschine war aus Hannover gekommen und nahm die 100 kg Postladung, die für Hannover und Gelsenkirchen bestimmt waren, mit. Der Postsack für Braunschweig enthielt 50 kg Briefsendungen und Zeitungen. Es wurden zwar seit dem 7. April 1919 bei allen Postanstalten Flugpostsendungen zur Beförderung angenommen, das Luftpostaufkommen war aber noch sehr gering. Flüge ohne die Beförderung auch nur einer einzigen Sendung waren keine Seltenheit.
Ein Brief aufgegeben beim Postamt Braunschweig mit Bestimmungsort z. B. Berlin-Johannisthal, benötigte etwa 2 Stunden und 10 Minuten bei einer Flugzeit von 1 Stunde und 40 Minuten. Eine Geschwindigkeit, die zu dieser Zeit von keinem Schnellzug zu erreichen war.
Im April 1919 wurden auf den Linien 57 kg Briefpost befördert. Ab Braunschweig waren es 333 Sendungen, davon 118 im Mai, 133 im Juni und 82 im Juli. Die Sendungen waren am Schalter 24 bei der Hauptpost aufzugeben. Wenn dort geschlossen war, durfte die Briefabfertigung neben der Toreinfahrt benutzt werden. Die Post wurde zwischen dem Hauptpostamt und dem Flughafen mit einem Elektromobil befördert. Als Zielorte waren zugelassen: Rotthausen -Gelsenkirchen, Wattenscheid, Bochum1 Langendreer, Dortmund, bzw. Rotthausen – Essen – Mülheim an der Ruhr – Oberhausen und Duisburg und natürlich Berlin. Zur Weiterbeförderung wurden Bahn- oder Zubringerlinien benutzt.
Am 1. Juni 1919 wurde auf dem Flugplatzgelände eine amtliche Postwertzeichenverkaufsstelle eingerichtet, der auch die Annahme von Flugpostsendungen übertragen wurde. Am 15. Juni 1919 wurde der Stempel „Braunschweig Luftpost“ (Abb. 2) beim Postamt für abgehende Post nach Dortmund Gelsenkirchen bzw. Berlin eingesetzt. Der Überbringer der Post vom Postamt zum Flughafen führte diesen Stempel mit sich, um die bei der Verkaufsstelle aufgelieferten Sendungen zu stempeln.

Abb. 2 – Braunschweiger Luftpoststempel

Die Flughafenleitung hatte einen Gummistempel mit der Inschrift „Durch Luftpost befördert“ beschafft. Er diente der Stempelung der mit Luftpost eingehenden Zeitungen. Vereinzelt ist dieser Stempel vom Flugleiter oder seinem Vertreter eigenmächtig auch dazu benutzt worden, um auf dem Flughafen aufgelieferte Briefsendungen abzustempeln. Diese Entwertungen wurden „amtlich geduldet“, sie entsprachen jedoch nicht den Vorschriften.
Wegen des allgemein herrschenden Betriebsstoffmangels musste der Verkehr auf nur einen Flug pro Tag beschränkt werden. Am 31. Juli 1919 wurde er völlig eingestellt. Das staatliche Luftverkehrsamt hatte nun keine Beschäftigung mehr. Um nicht aufgelöst zu werden, trat die Behörde als Veranstalter von Schau- und Flugtagen auf. Rundflüge um Braunschweig und Flüge zum Brocken und sogar über den Gipfel des Brocken wurden angeboten.

### 1920
Mit Verfügung 794 vom 13. November 1920 wurde die Fluglinie Berlin–Gelsenkirchen wieder aufgenommen. Verfügung 832 vom 27. November bezieht Braunschweig wieder mit ein, und Verfügung 872 vom 11. Dezember verändert das Ziel der Strecke von Gelsenkirchen (bis 7. Dezember) – die alliierten Besatzungstruppen in Deutschland verboten den Anflug des Gelsenkirchener Flughafens durch deutsche Flugzeuge – nach Dortmund (13. Dezember). Dieser Flugdienst endete am 31. Oktober 1921.
Im Dezember 1920 erfolgte in Braunschweig die Gründung eines „Landesflugverbandes Braunschweig“, der hauptsächlich vom Flugtechnischen Institut der Technischen Hochschule unterstützt wurde.
Es wurden 1920 ab Braunschweig befördert: im April 22 Sendungen nach Berlin und 9 Sendungen nach Dortmund; im Mai 12 Sendungen nach Berlin und 9 Sendungen nach Dortmund; im Juni 23 Sendungen nach Berlin und 17 Sendungen nach Dortmund; im Juli 43 Sendungen nach Berlin und 15 Sendungen nach Dortmund.

### 1921
In den Monaten Juni/Juli 1921 findet auch auf der Strecke Berlin – Braunschweig – Dortmund eine zuschlagsfreie Beförderung statt. Seit dem 10. August 1921 ist die Anbringung eines Flugbestätigungsstempels vorgeschrieben, für Braunschweig der Rahmenstempel (Abb. 3) „Mit Flugpost befördert / Flugpostamt Braunschweig“. Als Messeflug wurde auf der Strecke Berlin – Braunschweig – Dortmund vom 28. August bis 3. September 1921 Magdeburg angeflogen. Von hier hatte man direkten Anschluss nach Leipzig.

### 1922 bis 1924
Am 3. Januar 1922 wurde noch ein Not-Luftpostverkehr von Berlin aus aufgenommen. Einer führte auch nach Braunschweig. Es galt, die Auswirkungen des Eisenbahnerstreiks vom 3. bis 10. Februar aufzufangen. Danach wurde es sehr ruhig am Braunschweiger Flughafen. Eine besondere Kennzeichnung erhielten die Sendungen nicht. Als Flugpostbriefe aufgelieferte Sendungen wurden jedoch mit dem Flugbestätigungsstempel versehen.
Aus Zeitungsberichten erfahren wir von der Einstellung des Flugverkehrs am Braunschweiger Flughafen, von Flugkämpfen und Schauflügen und von der Stationierung einer Maschine für „alle Fälle“. Wieder war die „Staatliche Braunschweigische Luftverkehrsstelle“ aktiv geworden. Der Flughafen lag im Übrigen brach. Nach dem Verkauf des ehemaligen Werftgeländes und durch Kündigung der Kleingartenpachtverträge war der Flugplatz immer noch 400 Morgen groß. Er harrte der Dinge, die da kommen sollten.

### 1925
Die Inflation war vorüber. Die wirtschaftliche Lage hatte sich weiter verbessert, und die deutsche Luftfahrt konnte 1925 neue Luftlinien einrichten, bei denen auch Braunschweig wieder an das Luftnetz angeschlossen wurde.
Der Deutsche Aero Lloyd (DAL), ein Zusammenschluss der Deutschen Luft-Reederei, Lloyd-Luftdienst, Lloyd Luftverkehr Sablatnig, Lloyd-Ostflug, Junkers Luftverkehr und die Danziger Luft-Reederei, richtete am 20. April 1925 die Strecke Bremen – Hannover – Leipzig ein.
Im Frühjahr 1925 wurde die „Braunschweigische Flughafengesellschaft“ mit dem Ziel gegründet, die Stadt wieder an das deutsche Luftnetz anzuschließen. Ein jährlicher Zuschuss von 60.000 Mark, den die Stadt zahlte, führte zum Erfolg.
Am 4. August 1925 wurde Braunschweig in die genannte Strecke einbezogen. Der Luftverkehr endete am 31. Oktober 1925 wieder. Ein veränderter Luftpostbestätigungsstempel wurde in Braunschweig verwendet. Abschläge in Rot, seltener in Violett (Abb. 4), sind bekannt.
Schwierigkeiten drohten durch die Reichsbahnverwaltung, die im Januar 1925 bekannt gab, die Bahnstrecke nach Hannover quer über den Flugplatz verlegen zu wollen. Der Flughafen wäre gerade noch gut genug für Notlandungen gewesen.

### 1926
Am 6. Januar 1926 wurde die „Deutsche Luft Hansa AG“ (ab 1. Januar 1934 Schreibweise „Lufthansa“) gegründet. Das Symbol, der Kranich, wurde vom Deutschen Aero Lloyd übernommen, während die Farben (Blau und Gelb) vom Junkers Luftverkehr blieben.
Am 10. Juni 1926 wurde auf dem Flughafen an der Broitzemer Straße eine Posthilfsstelle eingerichtet. Der Flugleiter August Jühe erhielt den Stempel „Posthilfsstelle/Braunschweig Flughafen“ (Abb. 5). Geliefert war der Stempel mit einem Bindestrich zwischen Braunschweig und Flughafen, der aber noch am gleichen Tag durch Herrn Jühe entfernt wurde. Er hatte vorher nur wenige Briefe entwertet. Das Stempelkissen war blau. Das Datum wurde schwarz gestempelt oder in violett handschriftlich eingefügt. Der Stempel war bis zum 17. Juli 1928 bei der Posthilfsstelle in Verwendung. Der Flugbestätigungsstempel (Abb. 6) (25 × 58 mm), wurde in Rot abgeschlagen. Beim Postamt wurde ab 19. Juli 1926 ein Stempel mit der Inschrift „Braunschweig / Flughafen“ (Abb. 7) verwendet. Neben dem Schalter 24 beim Hauptpostamt für die Postaufgabe waren Luftpostbriefkasten in der Dankwardstraße und am Bäckerklint angebracht.
Am 6. April 1926 nahm die Lufthansa ihre ersten planmäßigen Liniendienste auf. Die Strecke Berlin – Braunschweig – Dortmund – Essen / Mülheim – Düsseldorf wurde vom 12. April 1926 an geflogen. Der Dienst endete am 12. Oktober 1926. Es war nur schwer möglich, den Flugdienst im Winter aufrechtzuerhalten. Die Linie Chemnitz – Leipzig – Braunschweig – Hannover – Bremen wurde vom 11. Mai 1926 bis zum 16. Oktober 1926 bedient. Nur Bremen – Hannover wurde im Winterverkehr geflogen. In Leipzig bestanden Anschlüsse nach Dresden, Görlitz und Breslau.

### 1927
Die Stadt Braunschweig wurde Mitglied der neu gegründeten „Nilu“, der „Niedersächsischen Luftverkehrs A.G.“. Für die Aufrechterhaltung des Luftverkehrs zahlte die Stadt 50.000 Mark. Vier Anschlüsse an das internationale Luftnetz waren das Ergebnis.
Ab 19. April 1927 flog die Lufthansa die Strecke Magdeburg – Braunschweig – Hannover. Der Verkehr wurde am 30. September 1927 wieder eingestellt. Weitere Flugmöglichkeiten eröffnete die Strecke Braunschweig – Goslar – Wernigerode – Quedlinburg – Halle/Leipzig (Schkeuditz), die vom 16. Juni 1927 bis zum 10. September 1927 in Betrieb war. Zur Wahl standen ferner die Strecken Berlin – Braunschweig – Dortmund – Essen / Mülheim vom 19. April bis 10. Oktober 1927 und Braunschweig – Hannover vom 19. April bis zum 3. Oktober 1927. Ab 10. Juni wurde auch Hildesheim angeflogen. Geflogen wurde gewöhnlich mit achtsitzigen Dornier-Merkur-Flugzeugen mit 450-PS-Motoren. Für die Fluggäste wurde vom Friedrich-Wilhelm-Platz ein Zubringerdienst eingerichtet. Der zuständige Flugplatzleiter war Herr Berr.
Als Flugpost mit privatem Charakter ist der Postflug zum Brocken am 10. Oktober 1917 zu verstehen. Der Pilot Gerick in einer Junkers F 13 „D 870“ der Deutschen Verkehrsfliegerschule, die in Berlin-Staaken stationiert war, startete um 11 Uhr. Er warf um 12 Uhr sechs Briefbeutel mit insgesamt 9.976 mit Sonderstempeln (Abb. 8) versehenen Briefsendungen über dem Brocken ab. Dabei waren auch 32 Sendungen aus Österreich, die neben dem Flugbestätigungsstempel „Postagentur Brocken“ (Abb. 9) den Durchgangsstempel „Postamt Berlin C 2, vom 7. X. 1927“ erhielten. Eine für diesen Flug aufgelegte Sonderkarte konnte für 60 Pfennig erworben werden. Vom Brocken aus wurde die Post dem üblichen Postlauf zugeführt.
Die „Braunschweigische Landeszeitung“ vom 14. April 1927 führt folgende Flugverbindungen auf: Von Braunschweig nach London über Hannover und Amsterdam (Flugpreis 220,- RM); Paris über Hannover, Essen und Köln (245,- RM); Moskau über Berlin, Danzig, Königsberg, Kowno (340,- RM); München über Hannover und Erfurt (75,- RM); Prag über Halle und Leipzig (95,- RM); Norderney-Borkum über Bremen (90,- RM); Westerland-Wyk über Hamburg (85,- RM); Breslau über Goslar etc. (75,- RM); Wien über Berlin, Dresden und Prag (160,-RM); Zürich über Hannover, Frankfurt und Stuttgart (135,-RM).

### 1928 bis 1935
Die Stadt Braunschweig war 1928 nicht mehr in der Lage, einen Zuschuss zu zahlen. Es gab daher in diesem Jahr nur die Zubringerlinie Braunschweig – Hannover in der Zeit vom 23. April bis 29. September 1928. Dieser Zubringerdienst ermöglichte immerhin gute Anschlüsse nach den 55 wichtigsten deutschen und europäischen Wirtschaftsplätzen.
Überfahrt des Zeppelins LZ 127 „Graf Zeppelin“, der beim ersten Teil seiner Deutschlandfahrt 1929 (11. bis 12. September) von Hannover kommend über Braunschweig Post (siehe Zeppelinpost) abwarf (22 Briefe bekannt) und dann in Richtung Magdeburg weiterfuhr.
Die Stadt setzte sich sehr stark für die Verlegung der Verkehrsfliegerschule von Berlin-Staaken nach Braunschweig ein. Durch Vertrag vom 23. März 1928 wurde die Umsiedlung für Anfang 1929 beschlossen. Im Jahre 1934 erwarb das Reichsluftfahrtsamt den Flugplatz Broitzem. Die Braunschweiger Flughafengesellschaft m.b.H. wurde aufgelöst. Die deutsche Verkehrsfliegerschule fand Anfang 1935 in München ein neues Domizil. Auf eine Einbeziehung in das Luftverkehrsnetz musste man bis zum Bau eines neuen Flughafens verzichten. Bis 1936 war Braunschweig daher ohne diese Anbindung.

### 1936 bis 1938 Flughafen Waggum
Die „Flughafen-Gesellschaft Braunschweig-Waggum m.b.H.“ wurde bereits 1934 gegründet. 1938 wurde sie umbenannt in „Flughafen-Gesellschaft Braunschweig m.b.H.“. Der geplante große Verkehrs- und Sportflughafen wurde 1934/35 gebaut und 1938/39 erweitert. Eine militärische Flugbereitschaft eine Flugzeugführerschule1 die Technische Hochschule mit ihrem Lehr- und Flugbetrieb und die Motor- und Segelfluggruppen der örtlichen Sportvereine sorgten für Leben auf dem Platz.
Bereits am 22. August 1934 wurde eine Posthilfsstelle zur Versorgung der dort stationierten und arbeitenden Personen eingerichtet. Der Flugbetrieb wurde am 15. Juni 1936 auf dem „Verkehrsflughafen Waggum über Braunschweig“ aufgenommen. Braunschweig war seit dem 5. April 1937 wieder an das Verkehrsflugnetz der „Lufthansa“ angeschlossen. Die Fluglinie Berlin – Braunschweig – Hannover – Münster wurde bis zum 2. Oktober geflogen. Die Post richtete bei der Aufnahme des Luftpostverkehrs in einem kleinen Wohnhaus an der Westseite des Empfangsgebäudes eine Poststelle ein. Diese Poststelle zog später ins Empfangsgebäude um. Der Flugverkehr unterlag einigen Unterbrechungen. So wurden vom 3. Oktober 1937 bis 26. April 1938 Braunschweig und Hannover ausgelassen und die Linie von Münster ab weiter bis Düsseldorf geflogen; In den Wintermonaten flog man nur die Strecke Berlin – Hannover.

### 1939
Der Reichsminister für Luftfahrt hat durch Schreiben vom 20. Dezember 1939 an den Reichspostminister genehmigt, dass die „Poststelle Waggum Flughafen / über Braunschweig“ in „Braunschweig Flughafen“ umbenannt wird. Am 5. Mai 1939 wurde das neue Empfangsgebäude eingeweiht. Vom 1. März 1939 bis zum 15. April 1939 wurde der Flugbetrieb nach und nach auf die gesamte Strecke ausgedehnt. Der Vollverkehr auf der Linie Berlin – Braunschweig – Hannover – Münster wurde vom 16. April 1939 an wieder wie früher durchgeführt. Eine neue Luftlinie Hannover – Braunschweig – Magdeburg – Halle – Leipzig – Nürnberg bis Wien wurde seit dem 1. Mai 1939 geflogen, seit dem 1. Juni mit Hamburg als Ausgangsflughafen. Der Luftpostdienst auf beiden Strecken wurde am 26. August 1939 eingestellt. Braunschweig blieb bis zum Kriegsende ohne Luftpostverbindung.